# Kickin' It
Kickin' It (no Brasil, Os Guerreiros Wasabi; em Portugal, Wasabi Warriors) é uma série de televisão que estreou no Disney XD dos Estados Unidos no dia 13 de junho de 2011. A série traz atores que atuaram em Hannah Montana, como Jason Earles, de Leo Little's Big Show, como Leo Howard, e o irmão de Moises Arias, Mateo Arias. Durante o desenvolvimento do programa foi chamado pelo título provisório de Wasabi Warriors.
Criado por Jim O'Doherty a série em 20 de setembro de 2011 foi anunciado que Kickin' It foi renovada para uma segunda temporada. No dia 5 de novembro de 2012 "Kickin' It" foi renovado para uma terceira temporada, com a produção a partir de Janeiro de 2013.
Em Agosto de 2013, a série foi renovada para uma quarta temporada e de acordo com Olivia Holt, ela não tera sua participação nesta temporada, pois esta trabalhando como protagonista na nova série do Disney Channel, I Didn't Do It. A série foi finalizada em 25 de março de 2015.
A série já foi exibida pela TV Globo (parabólica) na faixa do Praça TV 1ª Edição.

## Sinopse
Rudy treina garotos da academia de karatê Bobby Wasabi e é conhecido como o pior sensei da cadeia de Dojos Bobby Wasabi. Para melhorar a imagem do dojo, Sensei Rudy (Jason Earles)  pede para que Jack (Leo Howard) entre no grupo e ajude a ensinar-lhes sobre karatê, vida e amizade. Seu membro mais novo é Kim, uma ex-membra de seu maior rival, The Black Dragons. Todas as crianças freqüentam Seaford High School, onde eles tendem a entrar em todos os tipos de aventuras a lidar com a escola. Todos os membros do dojo seguem o código Wasabi: "Juramos pela luz do olho do dragão, ser leal e honesto e sem agressão, Wasabi!"(no Brasil) "Juro pela luz do dragão exemplar, ser leal e honesto e a morte afastar, Wasabi!" (em Portugal).

## Elenco e Personagens
- Leo Howard como Jack
- Dylan Riley Snyder como Milton
- Mateo Arias como Jerry
- Olivia Holt como Kim
- Alex Christian Jones como Eddie
- Jason Earles como Sensei Rudy
- Joel McCrary como Bobby Wasabi
- Brooke Dillman como Joan
- Dan Ahdoot como Phil
- wayne dalglish como Frank

## Personagens
- Jack Brewer (Leo Howard) : É um novo garoto que entra no dojo a pedido de Rudy, pois é faixa preta em Karatê. Ele entrou porque arrumou uma briga na escola com o outro grupo de Karatê o maior rival do dojo, The Black Dragons, para defender os amigos. Rudy falou que se ele conseguisse duas faixas para o dojo ele resolvia o problema de Jack.

Ele é um garoto esportivo, adora karatê, anda de skate com o grupo da rampa, não obedece regras (as unicas que ele obedece são as do dojo), é um otimo lutador, sempre arruma confusões com os amigos.Jack tem uma "quedinha" por Kim. No fim do episódio "Wasabi Forever",Jack beija Kim.

- Kimberly "Kim" Beaulah Crawford  (Olivia Holt ) : É a mais nova membro do dojo, era uma ex-membra de seu maior rival, The Black Dragons. É faixa preta em Karatê, sendo ela e Jack os melhores alunos do dojo. Entrou no dojo com a intenção de não ser mais apenas um rostinho bonito. Todos os garotos acham ela bonita. Kim tem uma "quedinha" por Jack. No fim do episódio "Wasabi Forever", Kim e Jack se beijam. Na quarta temporada, Kim não é mais a protagonista, apenas faz algumas aparições.

- Milton David Krupnick (Dylan Riley Snyder) : É um estudante de honra que se matricula em artes marciais para se defender depois de ser intimidado por ter aulas de trompa. Ele é estranhamente inconsciente de suas próprias falhas e tem um senso estranho de confiança. Em episódios mais tarde, ele recebe um nerd igualmente, mas mais romântico, com sua namorada chamada Julie. No episódio Meu Pé Esquerdo, Milton acabou como um atleta, mas só por esse episódio. Ele também quer ser um herói Kick-Butt-como Jack.

- Jerome "Jerry" César Martínez (Mateo Arias) : Se os caras estão levantando pesos, ele irá carregar 5 vezes mais do que ele é capaz e irá se machucar. Ele aceita praticamente qualquer desafio e geralmente se machuca no processo.

- Edward "Eddie" Jones (Alex Christian Jones) : É o cara doce do grupo, que se destaca no meio da multidão, embora ele deseja permanecer anônimo. Ele é um membro da Guerreiros Wasabi. Sua mãe queria que ele tomasse aulas de dança, mas ele despreza. Ele protagoniza apenas as duas primeiras temporadas da série, depois ele não participa mais.

- Sensei  Rudolph "Rudy" Jervis Gillespie (Jason Earles) : Ex-artista amador artes marciais que foi afastado por uma lesão e, por um tempo, perdeu o fogo para competir antes de usar suas economias de uma vida inteira para se tornar o proprietário e sensei da Academia de Artes Marciais Bobby Wasabi.

## Prêmios e Indicações
A Série foi indicada em 2012 a 3 prêmios do Jovem Artistas.
Em 2013 foi indicada a 4 ganhando um prêmio do jovem artista na Categoria:Melhor Atuação em Série de TV sendo o Beneficiário Joey Luthman
E em 2014 foi indicado a 1 e ganhou o prêmio do Jovem Artista na Categoria:35 anos do Jovem artista # Melhor Performance em Série de TV sendo o beneficiário Cole Sand

## Dublagem
| Personagem  | Dobragem       | Dublagem       |
| ----------- | -------------- | -------------- |
| Jack        | João Lamosa    | Bruno Marçal   |
| Milton      | Filipe Abreu   | Bruno Dias     |
| Jerry       | André Raimundo | Silas Borges   |
| Kim         | Diana Nicolau  | Tess Amorim    |
| Eddie       | Diogo Ferreira | Vyni Takahashi |
| Sensei Rudy | Romeu Vala     | Yuri Chesman   |

## Lançamento

### Classificações
A estreia da série Kickin'it  recebeu cerca de 873.000 espectadores, o que tornou a estréia da série de maior audiência na história da Disney XD (incluindo a antiga encarnação Disney Toon ), seguido por uma estréia que ganhou 863,000 telespectadores. A estréia marcou 578.000 espectadores entre as crianças de 6-14 e 393.000 entre os adolescentes de 9-14, e foi a série em live-action com maior número de espectadores crianças de 6-11 (431.000). Nos Estados Unidos o primeiro episódio teve 88.000 espectadores e o teve 62.000 espectadores.